# San Filippo (Nanni di Banco)

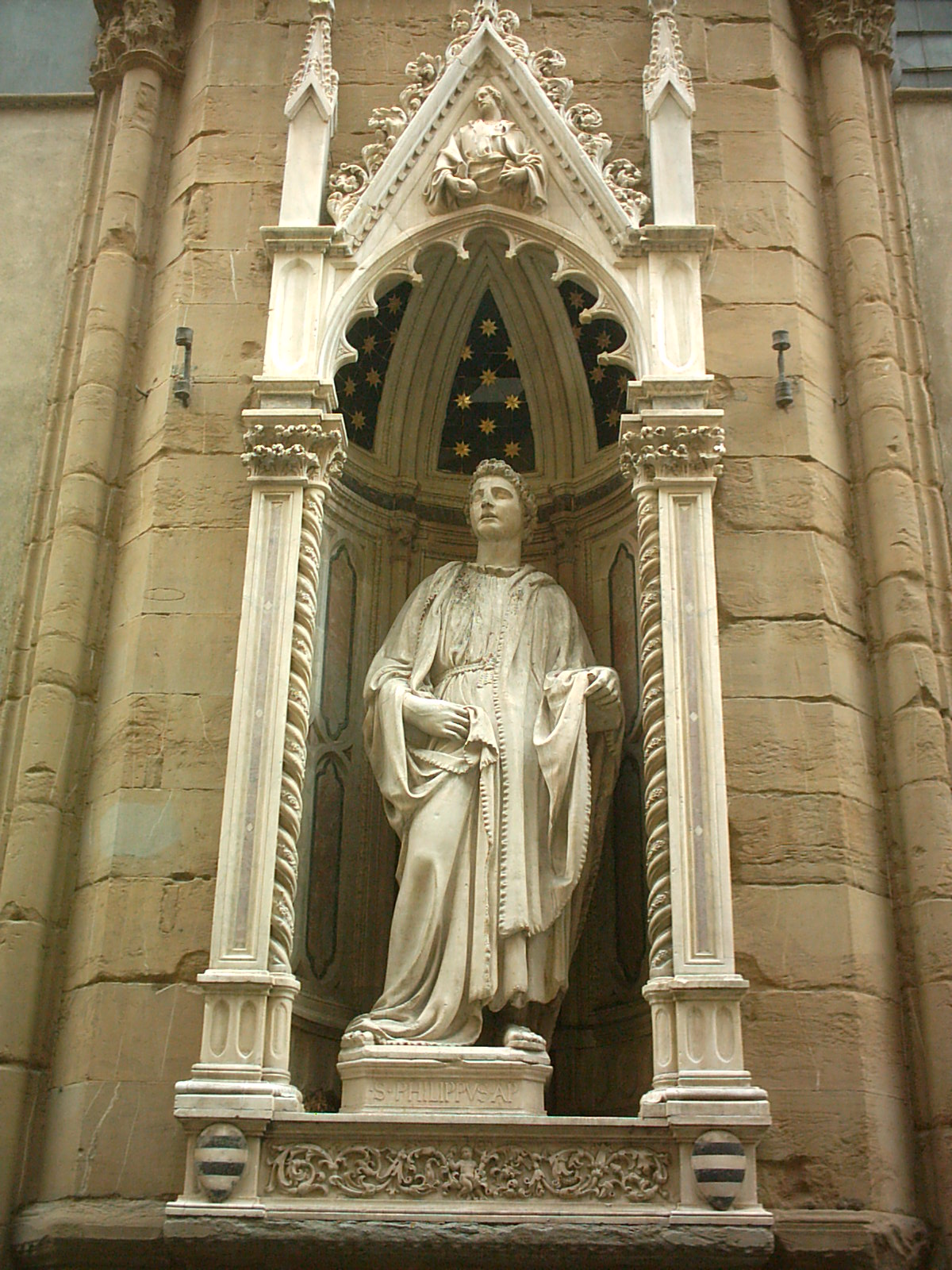
San Filippo di Nanni di Banco

La statua di San Filippo di Nanni di Banco fa parte del ciclo delle quattordici statue dei protettori delle Arti di Firenze nelle nicchie esterne della chiesa di Orsanmichele. Fu commissionata dall'Arte dei Calzolai e risale al 1410-1412 circa. È in marmo apuano ed è alta 250 cm. Oggi si trova conservata all'interno del Museo di Orsanmichele, mentre all'esterno è sostituita da una copia.

## Storia
San Filippo Apostolo era patrono dei calzolai, che commissionarono a Nanni di Banco la statua per decorare la loro nicchia in Orsanmichele. Non si conoscono documenti ufficiali, ma tutte le fonti storiche concordano l'attribuzione allo scultore, mentre più incerta è la datazione. Le valutazioni stilistiche hanno come termini di confronto le altre due statue dell'autore per Orsanmichele: i Quattro Santi Coronati e il Sant'Eligio. Tra queste tre i Quattro Santi sono più classici, Sant'Eligio è più goticheggiante e San Filippo pare essere una via di mezzo. La critica ha alternativamente messo come punto di partenza o di arrivo il classicismo o il goticismo nell'evoluzione stilistica dell'autore, ma solo più recentemente, in base a varie considerazioni, si è giunti a una certa concordia nel datare il San Filippo come intervallo durante la creazione del gruppo dei Quattro Santi, databile al 1410-1412. Da ciò ne derivano anche i discussi rapporti con il San Marco di Donatello, collocato agli anni immediatamente successivi e influenzato dal San Filippo, anziché viceversa. 
La statua venne tolta dal tabernacolo nel 1992 e restaurata a cura dell'Opificio delle Pietre Dure; in quell'occasione venne predisposta una copia che fu ricollocata nel tabernacolo nel 1996, mentre l'originale veniva posto nel Museo.

## Descrizione
Il santo è ritratto come un giovane vestito di un abito con cinta e di un mantello, i cui lembi sono tenuti dalle mani che non impugnano alcuno oggetto. Avvalorando le precoci ipotesi di datazione la statua sarebbe una delle più antiche a rievocare un personaggio togato all'antica. L'ancheggiamento è un elemento gotico, ma il risultato si avvicina molto alle coeve opere di Donatello, in particolare al San Marco: ma se quest'ultima statua è più espressiva, il lavoro scultoreo è più grafico e fermato alla superficie, mentre nell'opera di Nanni di Banco, nonostante un'impostazione più statica, si ha una fisicità più stabile e una lavorazione a tutto tondo. 
Durante il restauro vennero trovate evidenti tracce di doratura sull'orlo pieghettato delle vesti e sui calzari.
Il rilievo nella cuspide del tabernacolo sembra più gotico, privo della tecnica a stiacciato che si riscontra per esempio nei rilievi del tabernacolo del Sant'Eligio. 

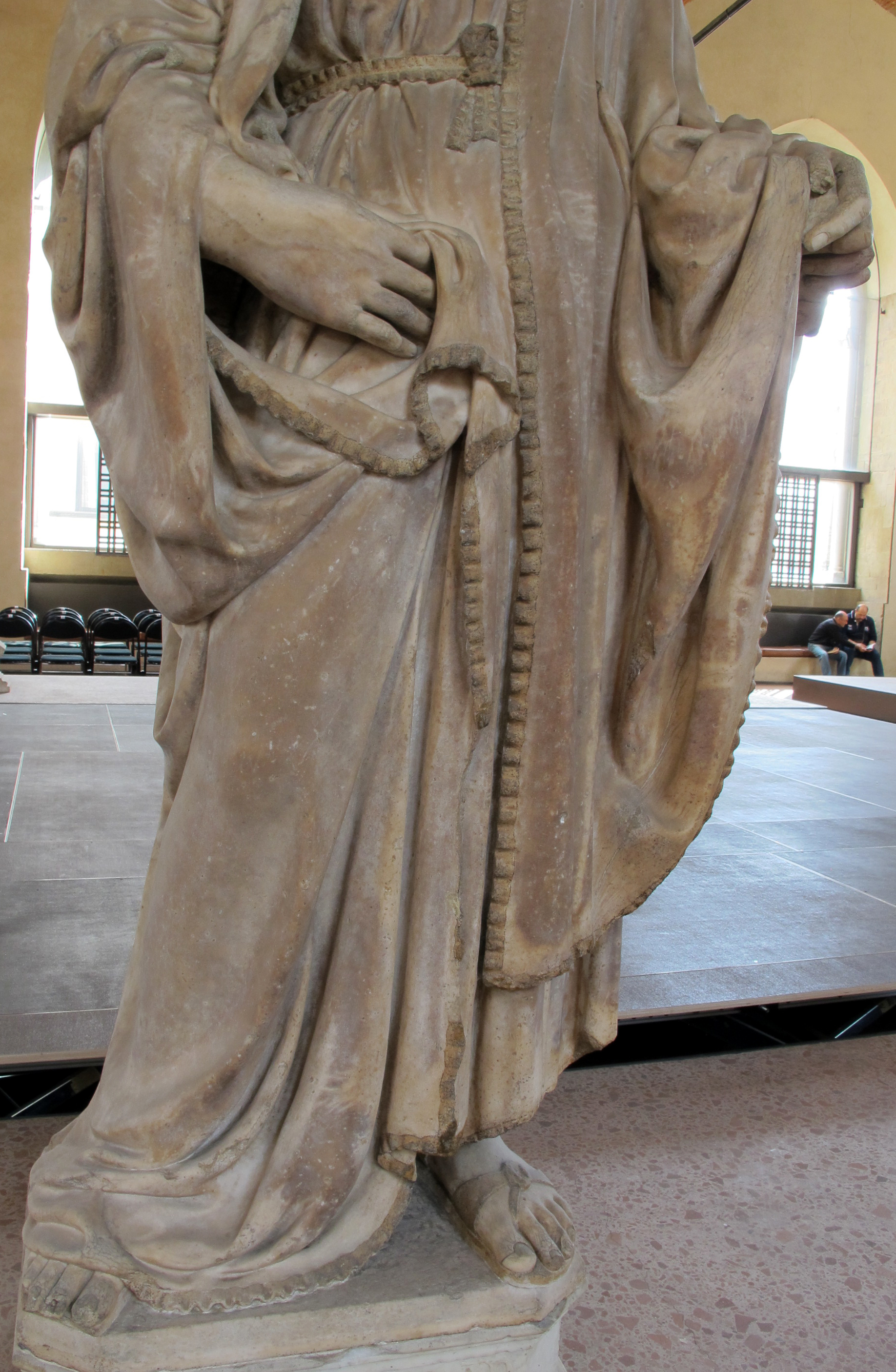
Dettaglio
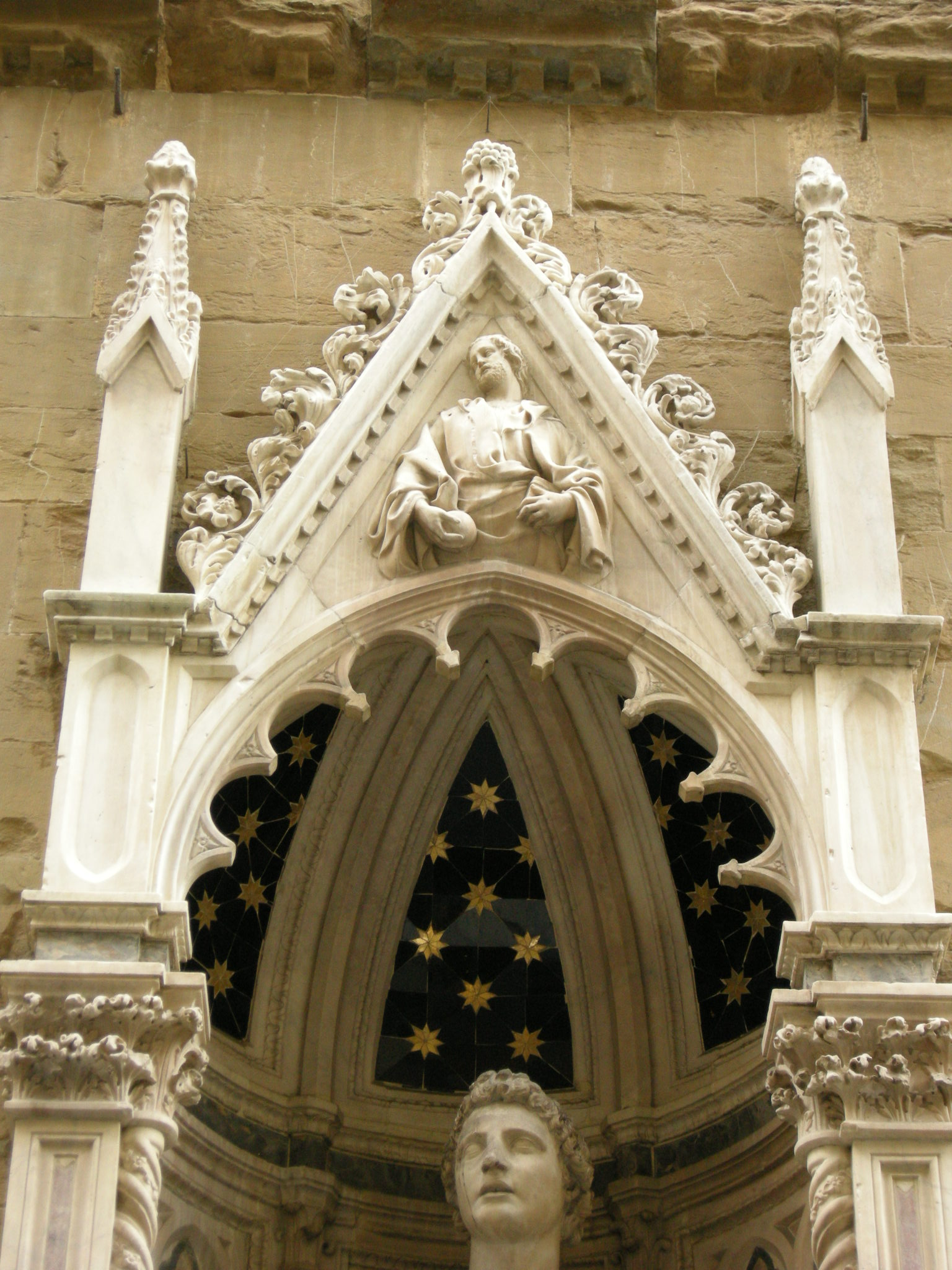
La cuspide della nicchia
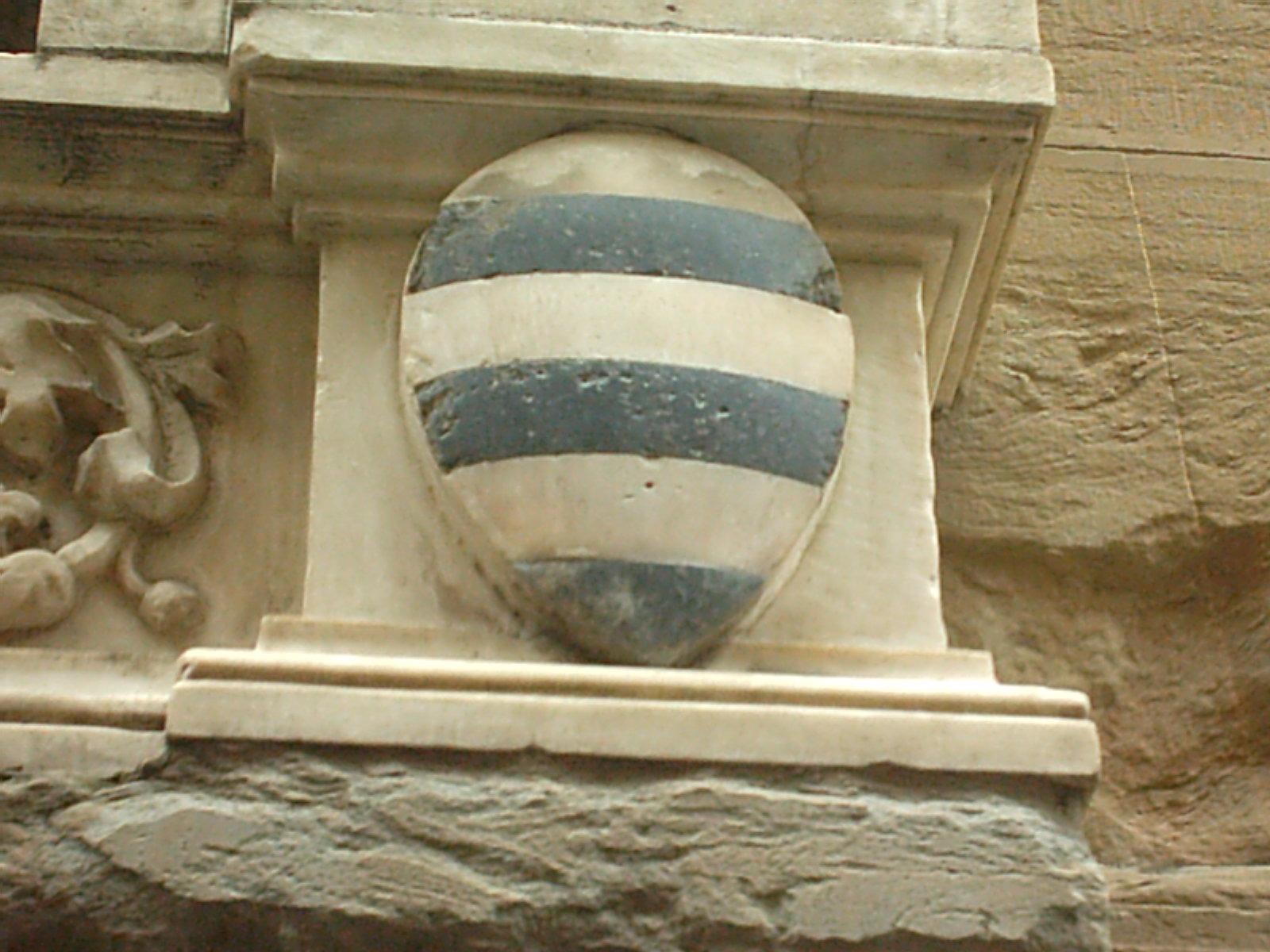
Stemma dell'Arte dei Calzolai
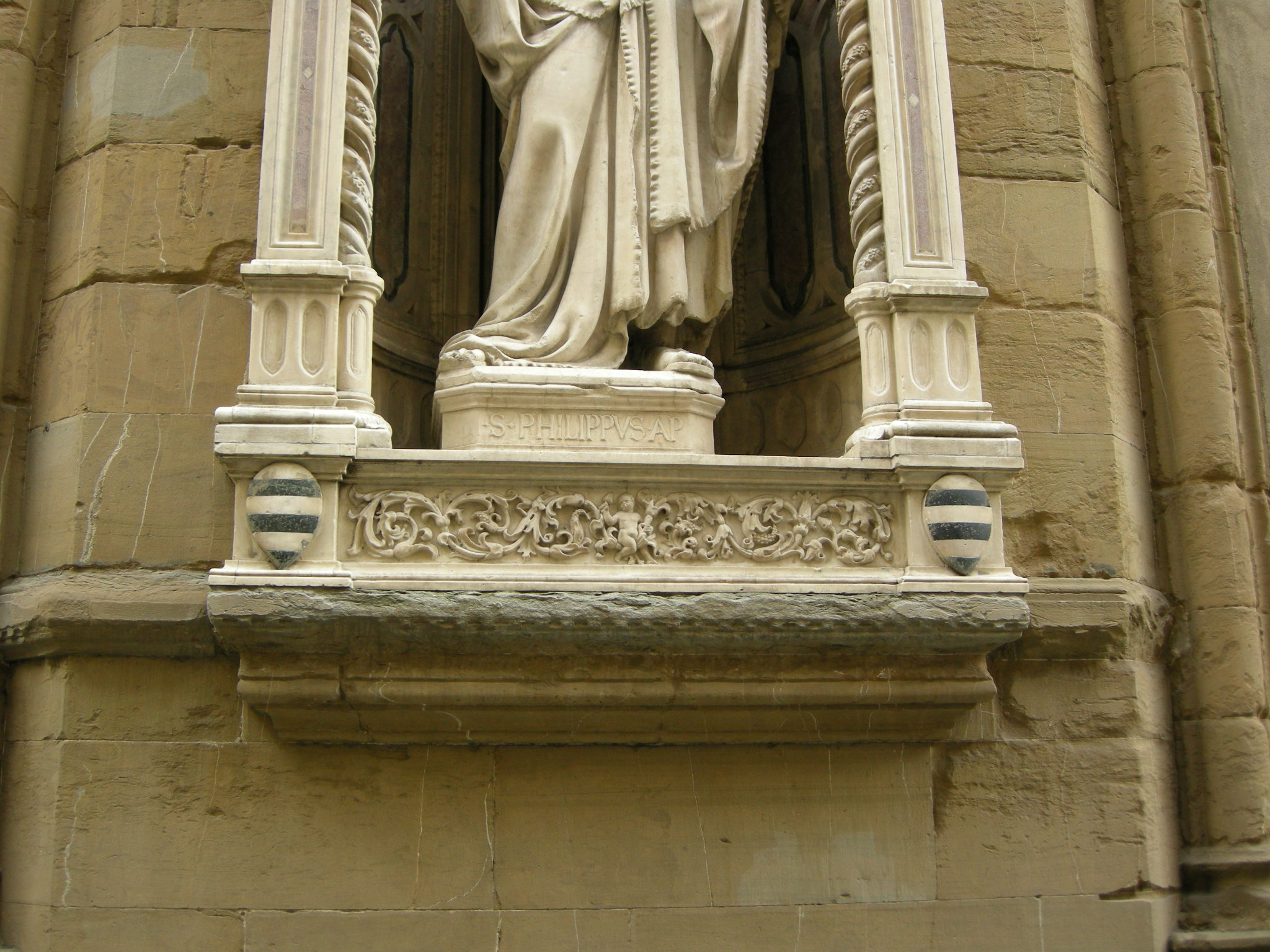
base della nicchia